# Бажуков Іван Данилович
Іван Данилович Бажуков (1924—1958) — помічник командира взводу автоматників 127-го гвардійського стрілецького полку 42-ї гвардійської стрілецької дивізії 40-ї армії 2-го Українського фронту, гвардії сержант; гвардії старшина, повний кавалер ордена Слави.

## Біографія
Народився у селянській сім'ї. За національностю комі. Освіта неповна середня. Працював на лісопункті.
У Червоній армії з 1942 року. Учасник німецько-радянської війни із березня 1942 року. Член ВКП(б) із 1944 року.
Помічник командира взводу автоматників 127-го гвардійського стрілецького полку гвардії сержант Іван Бажуков у складі підрозділу 27 серпня 1944 року в районі міста П'ятра-Нямц, відбиваючи контратаки супротивника, особисто знищив до десяти ворожих солдатів. Наказом від 21 вересня 1944 року «за зразкове виконання завдань командування у боях з німецько-фашистськими загарбниками» гвардії сержанта Бажукова Івана Даниловича нагороджено орденом Слави ІІІ ступеня.
20 грудня 1944 року гвардії старшина Іван Бажуков, очоливши групу захоплення, потай проник у розташування противника поблизу міста Сендрю, захопив ворожий пікет у складі офіцера та шістьох солдатів, які надали цінні розвіддані. Вміло прикривав відхід групи захоплення. Наказом від 11 лютого 1945 року «за зразкове виконання завдань командування у боях з німецько-фашистськими загарбниками» гвардії старшина Бажукова Івана Даниловича нагороджено орденом Слави ІІ ступеня.
У боях на підступах до міста Банська-Бистриця 20 березня 1945 року Іван Бажуков, використовуючи захоплену у ворога зброю, придушив кілька ворожих вогневих точок, знищив до двадцяти супротивників. Указом Президії Верховної Ради СРСР від 15 травня 1946 року «за зразкове виконання завдань командування в боях з німецько-фашистськими загарбниками» гвардії старшина Бажукова Івана Даниловича нагороджено орденом Слави І ступеня, ставши повним кавалером орденом Слави.
З 1947 року І. Д. Бажуков — у запасі. Повернувся на батьківщину до Комі АРСР. Працював єгерем у лісгоспі. Помер 16 травня 1958 року.

## Нагороди
Нагороджений орденами Вітчизняної війни ІІ ступеня, Червоної Зірки, Слави І, ІІ та ІІІ ступенів, медалями.

## Пам'ять
Іменем І. Д. Бажукова названо вулицю в присілку Приуральський Троїцько-Печорського району Республіки Комі.